# Sibila de Anhalt

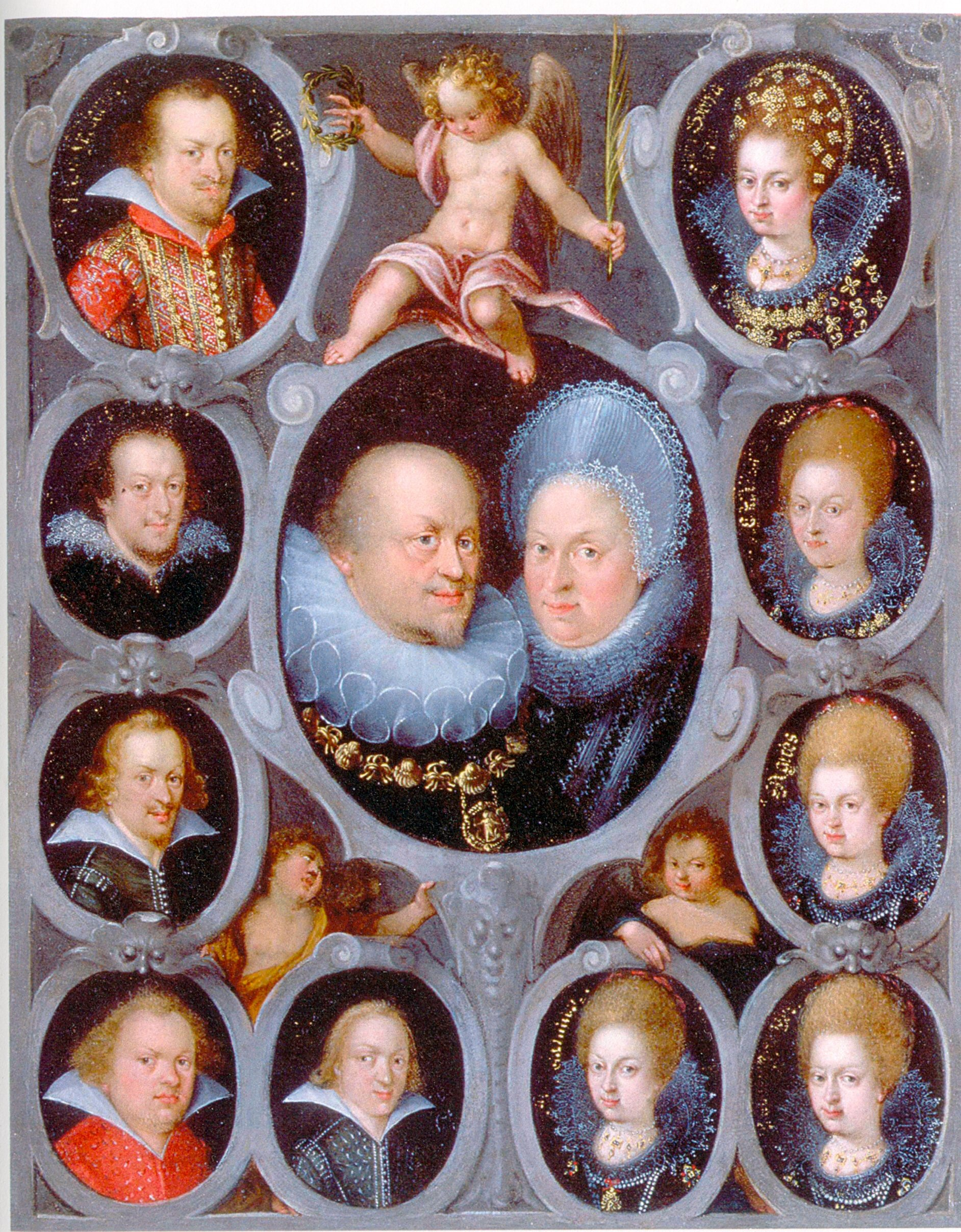
Duque Federico I de Württemberg y Sibila de Anhalt (en el centro), los cinco hijos: Johann Friedrich, Ludwig Friedrich, Julius Friedrich, Friedrich Aquiles y Magnus (de arriba a la izquierda hacia abajo), las cinco hijas: Sibylla Elisabeth, Eva Christina, Agnes, Bárbara y Anna (de arriba a la derecha).

Sibila de Anhalt (Bernburg, 28 de septiembre de 1564-Leonberg, 16 de noviembre de 1614) fue una princesa de Anhalt que se convirtió en duquesa de Wurtemberg por su matrimonio con Federico I. 

## Vida
Era la cuarta hija del príncipe Joaquín Ernesto de Anhalt (1536-1586), y de su primera esposa Inés, hija de Wolfgang I, conde de Barby-Mühlingen.
Sibila nació en Bernburg en 1564.
En 1577, su hermana mayor, Ana María, dimite de su plaza de abadesa en la abadía imperial de Gernrode y Frose para casarse con Joaquín Federico de Brzeg, hijo mayor y heredero del duque Jorge II de Brzeg. Bajo la presión de su padre, la abadía elige a Sibila como su sucesora, siendo confirmada en sus funciones por el emperador Rodolfo II. De su gobierno como abadesa, solo ha quedado como registro de sus actividades un documento en el cual cede a la viuda de Stefan Molitor (primer subintendente evangélico de la abadía), unas tierras como feudo.

### Matrimonio e hijos
En 1581, Sibila es liberada de su puesto para que pueda casarse con Federico, conde de Montbéliard y heredero presunto del Ducado de Wurtemberg. El matrimonio había sido arreglado por su madrastra, Leonor de Wurtemberg. El enlace tiene lugar en Stuttgart el 22 de mayo del mismo año. Su joven media hermana, Inés Eduviges (más tarde duquesa de Schleswig-Holstein-Sonderburg), la reemplazó.
Con apenas dieciséis años en el momento de su matrimonio con Federico I, Sibila, tendrá quince hijos durante los quince primeros años del mismo, de los cuales seis murieron en la niñez:
- Juan-Federico (5 de mayo de 1582-18 de julio de 1628), sucesor de su padre como duque de Wurtemberg.
- Jorge Federico (1583-1591).
- Sibila Isabel (10 de abril de 1584-20 de enero de 1606), desposó en 1604 al elector Juan Jorge I de Sajonia.
- Isabel (1585-1585).
- Luis Federico (29 de enero de 1586-26 de enero de 1631), duque de Wurtemberg-Montbéliard.
- Joaquín Federico (1587-1587).
- Julio Federico (3 de junio de 1588-25 de abril de 1635), duque de Wurtemberg-Weiltingen.
- Felipe Federico (1589-1589).
- Eva Cristina (1590-1657), desposó en 1610 al duque Juan Jorge de Brandeburgo-Jägerndorf.
- Federico Aquiles (1591-1630), duque de Wurtemberg-Neuenstadt.
- Inés (1592-1629), desposó en 1620 al príncipe Francisco Julio de Sajonia-Lauenburgo.
- Bárbara (1593-1627), desposó en 1616 al margrave Federico V de Baden-Durlach.
- Magno (2 de diciembre de 1594-6 de mayo de 1622), duque de Wurtemberg-Neuenburg. Muerto en la batalla de Wimpfen.
- Augusto (1596-1596).
- Ana (1597-1650).

No desempeñó un papel importante en la vida de la corte ni tuvo una gran influencia sobre su marido; la fidelidad conyugal no era compatible con su punto de vista sobre las prerrogativas de un gobernante absolutista. Después del nacimiento de su última hija, la pareja vivió prácticamente separada. Durante sus frecuentes viajes a Francia, Italia e Inglaterra, Federico no quiso que Sibila le acompañara. Sucedió a su primo, Luis III, como duque de Wurtemberg, en 1593.
Sibila se preocupó en ampliar sus conocimientos en botánica y en química. Para enmascarar su interés por la dudosa disciplina de la alquimia, se excusaba diciendo que la cantidad de plantas que recolectaba estaban destinadas a la producción de medicamentos para los pobres. Como consejera científica, nombró a Helena Magenbuch, hija de Johann Magenbuch, el médico personal de Martín Lutero y del emperador Carlos V. Helena Magenbuch recibió el título de farmacéutica de la corte de Wurtemberg. En 1606/1607, María Andreae le sucedió en este cargo. 
Después de la muerte de su marido, en 1608, Sibila se retira a Leonberg, donde ordenó al arquitecto Heinrich Schickhardt la renovación del castillo de Leonberg y la creación de la célebre Pomeranzengarten (Orangerie) de estilo renacentista. En 1609, Schickhardt construye una casa al borde de un lago no lejos de Leonberg (Seehaus Leonberg) que ha sido utilizado como un pabellón de caza. Sibila murió en Leonberg en 1614.